# Ngày kỷ niệm

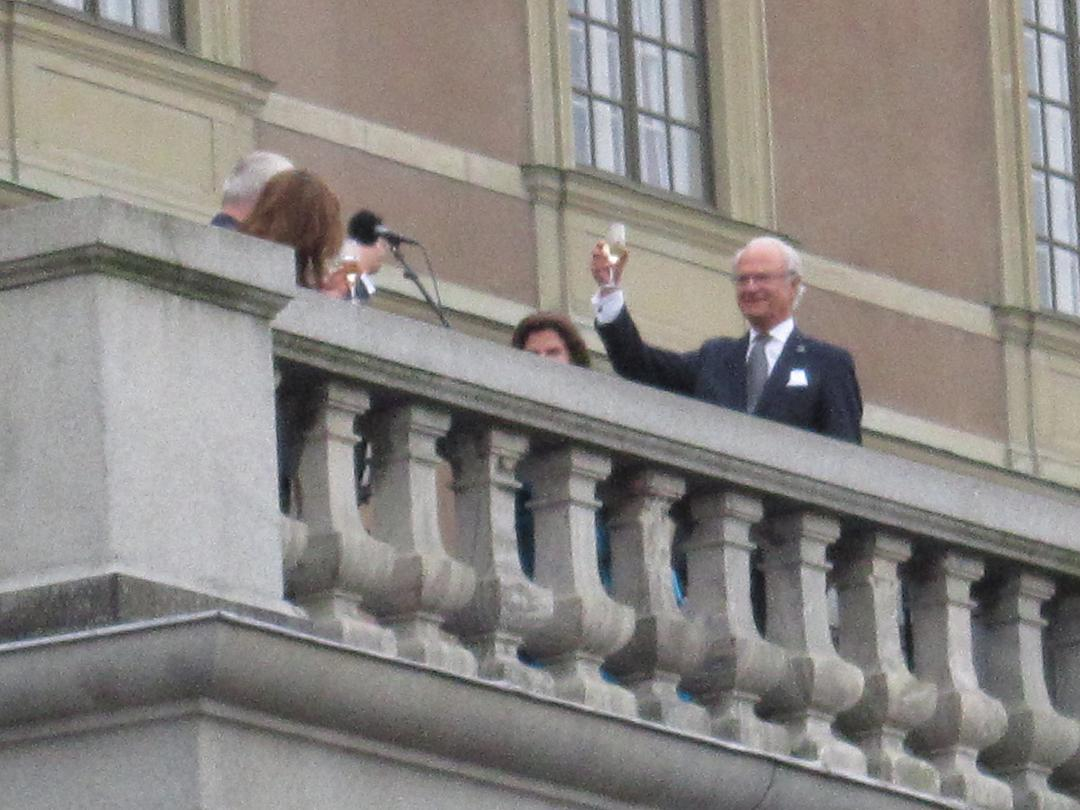
Vào ngày kỷ niệm 40 năm trị vì của mình, Vua Carl XVI Gustaf của Thụy Điển đã chúc mừng Thị trưởng thành phố trước Cung điện Stockholm.

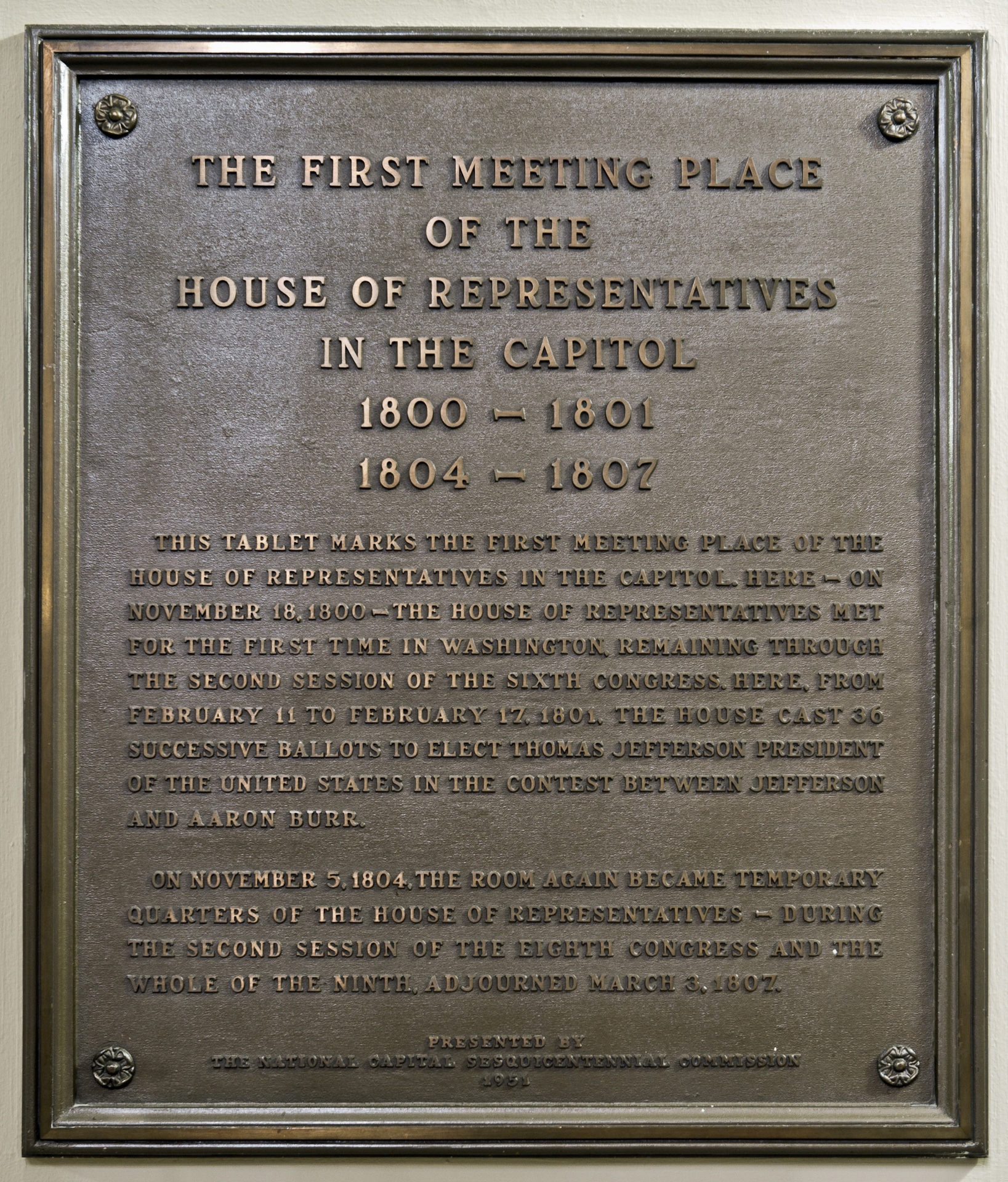
Bảng tưởng niệm được trình bày bởi Ủy ban Sesquicent Years thủ đô quốc gia, 1951

Ngày kỷ niệm là ngày diễn ra một sự kiện hoặc một tổ chức được thành lập vào năm trước và cũng có thể đề cập đến lễ kỷ niệm hoặc lễ kỷ niệm sự kiện đó. Ví dụ, sự kiện đầu tiên là sự xuất hiện ban đầu hoặc, nếu được lên kế hoạch, lễ khai mạc của sự kiện. Một năm sau sẽ là kỷ niệm đầu tiên của sự kiện đó. Từ này lần đầu tiên được sử dụng cho các bữa tiệc Công giáo để tưởng nhớ các vị thánh.
Hầu hết các quốc gia kỷ niệm ngày kỷ niệm quốc gia, thường được gọi là ngày quốc khánh. Đây có thể là ngày độc lập của quốc gia hoặc thông qua hiến pháp mới hoặc hình thức chính phủ. Những ngày quan trọng trong triều đại của một vị vua đang ngồi cũng có thể được kỷ niệm, một sự kiện thường được gọi là "lễ kỷ niệm".

## Tên các ngày kỷ niệm
- Sinh nhật là loại kỷ niệm phổ biến nhất, trong đó ngày sinh của ai đó được kỷ niệm mỗi năm. Lễ kỷ niệm thực tế đôi khi được di chuyển vì lý do thực tế, như trong trường hợp của một sinh nhật chính thức.
- Ngày kỷ niệm đám cưới cũng thường được tổ chức, vào cùng một ngày trong năm khi đám cưới diễn ra.
- Ngày giỗ.